# Фрельсдорф
Фрельсдорф (нем. Frelsdorf, н.-нем. Frellsdorp) — ортшафт в Германии, земля Нижняя Саксония, район Куксхафен. Входит в состав общины Беверштедт. До 1 ноября 2011 года был отдельной общиной в составе союза общин Беверштедт. Население составляет 633 человек (на 20 ноября 2019 года). Занимает площадь 25,29 км².

## Административное устройство
Муниципальный район подразделяется на 4 сельских округа:
- Тебюэ
- Фортвизен
- Фрельсдорф
- Фрельсдорфермюлен